# Yle

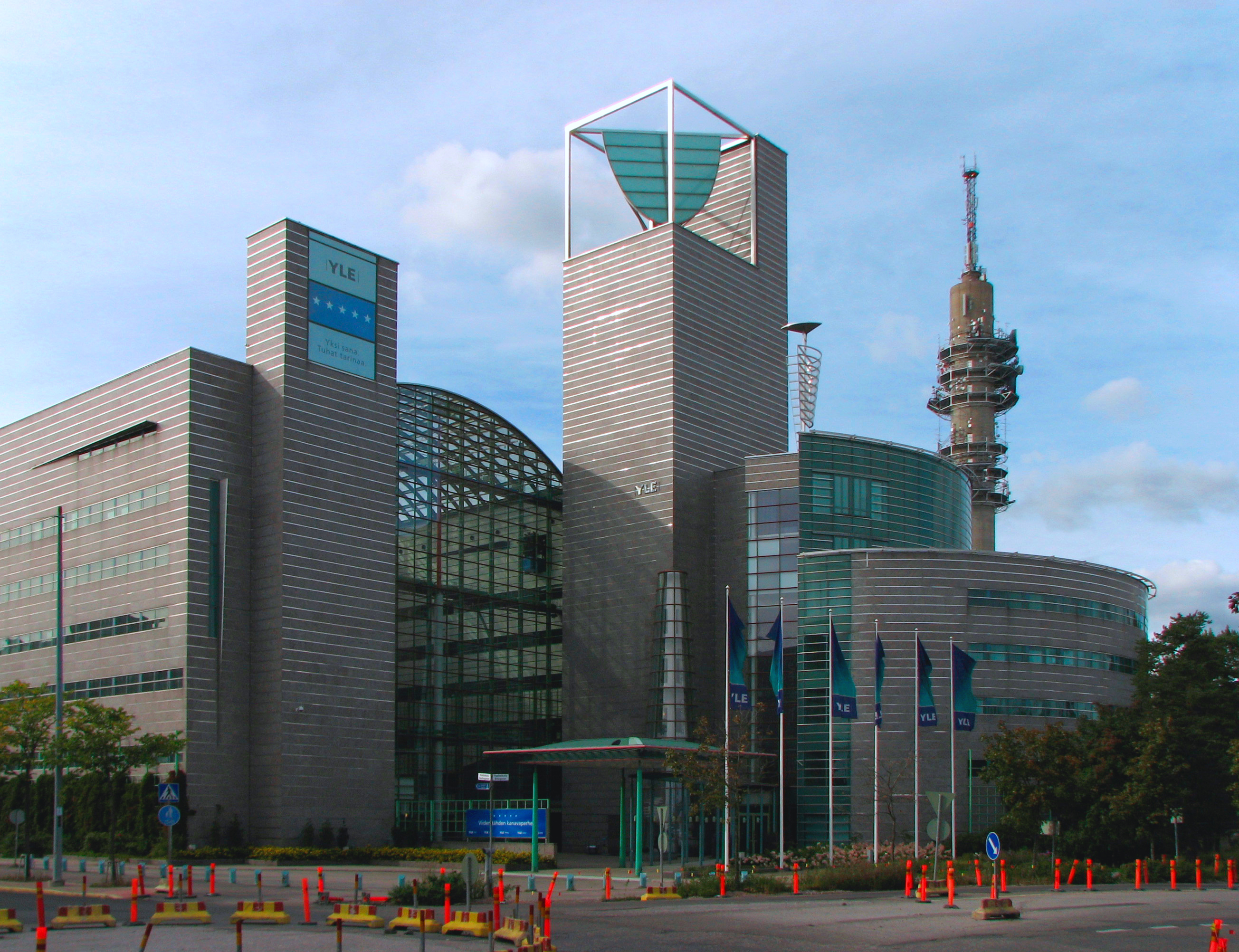
Siège de Yleisradio à Itä-Pasila avec sa tour de 146 mètres de haut.

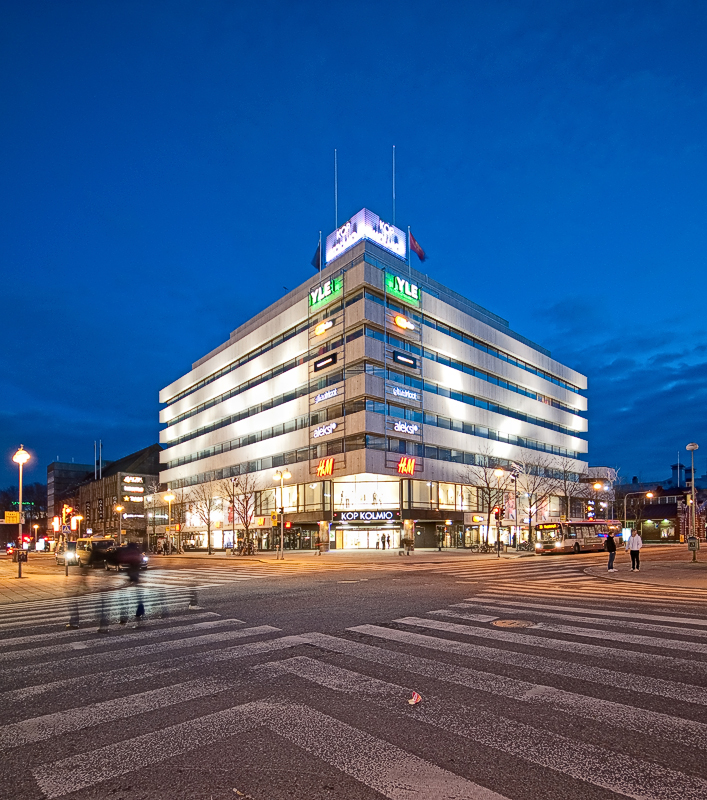
Les locaux de l'agence régionale d'Yle sur la Place du marché de Turku.

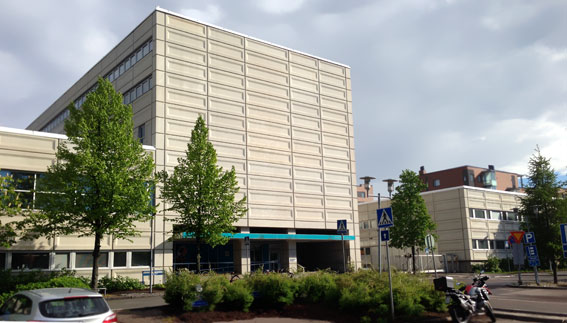
La Radiotalo à Pasila, dans le complexe conçu par Kurt Simberg.

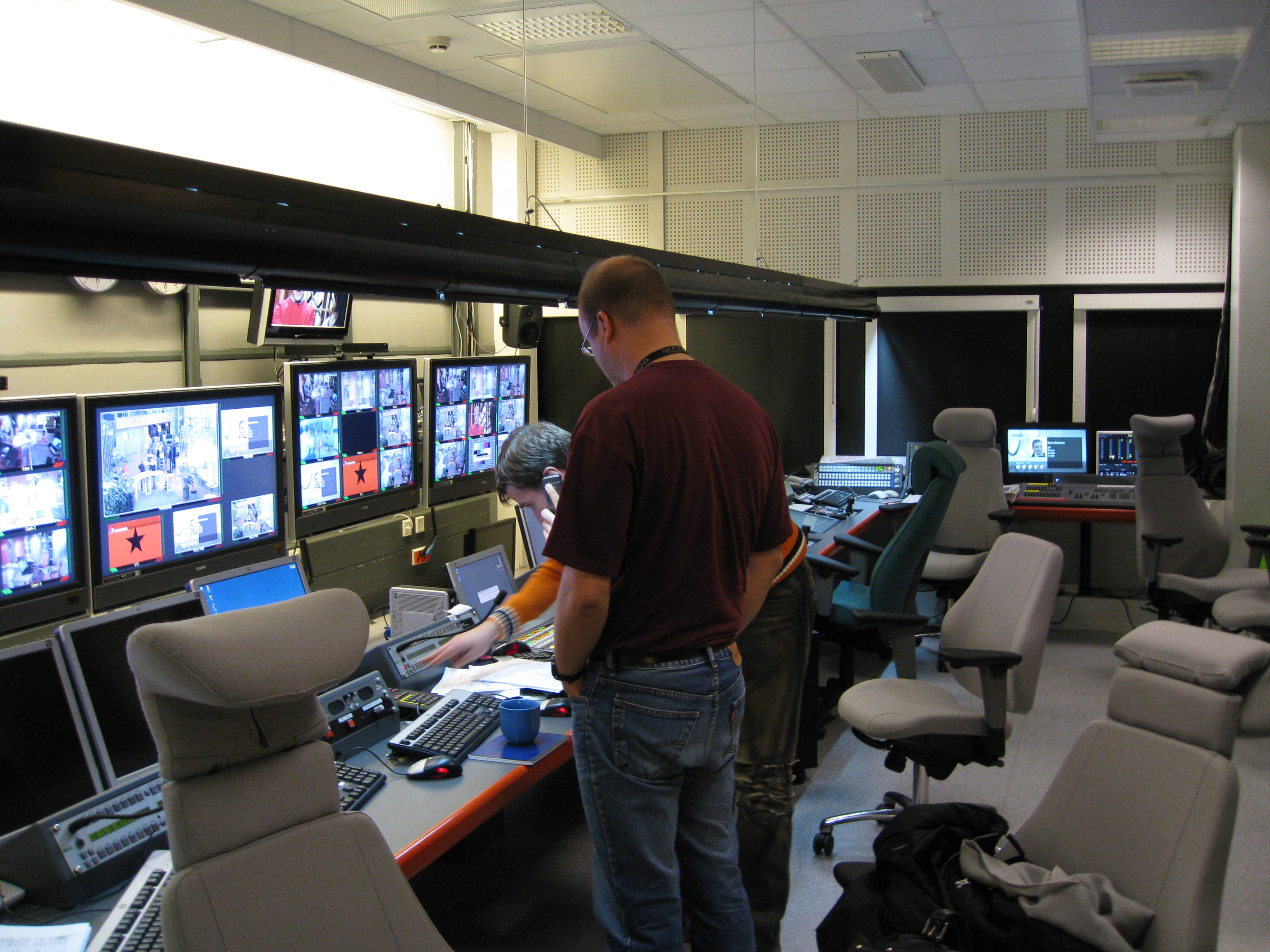
Salle de contrôle de télévision d'Yle.

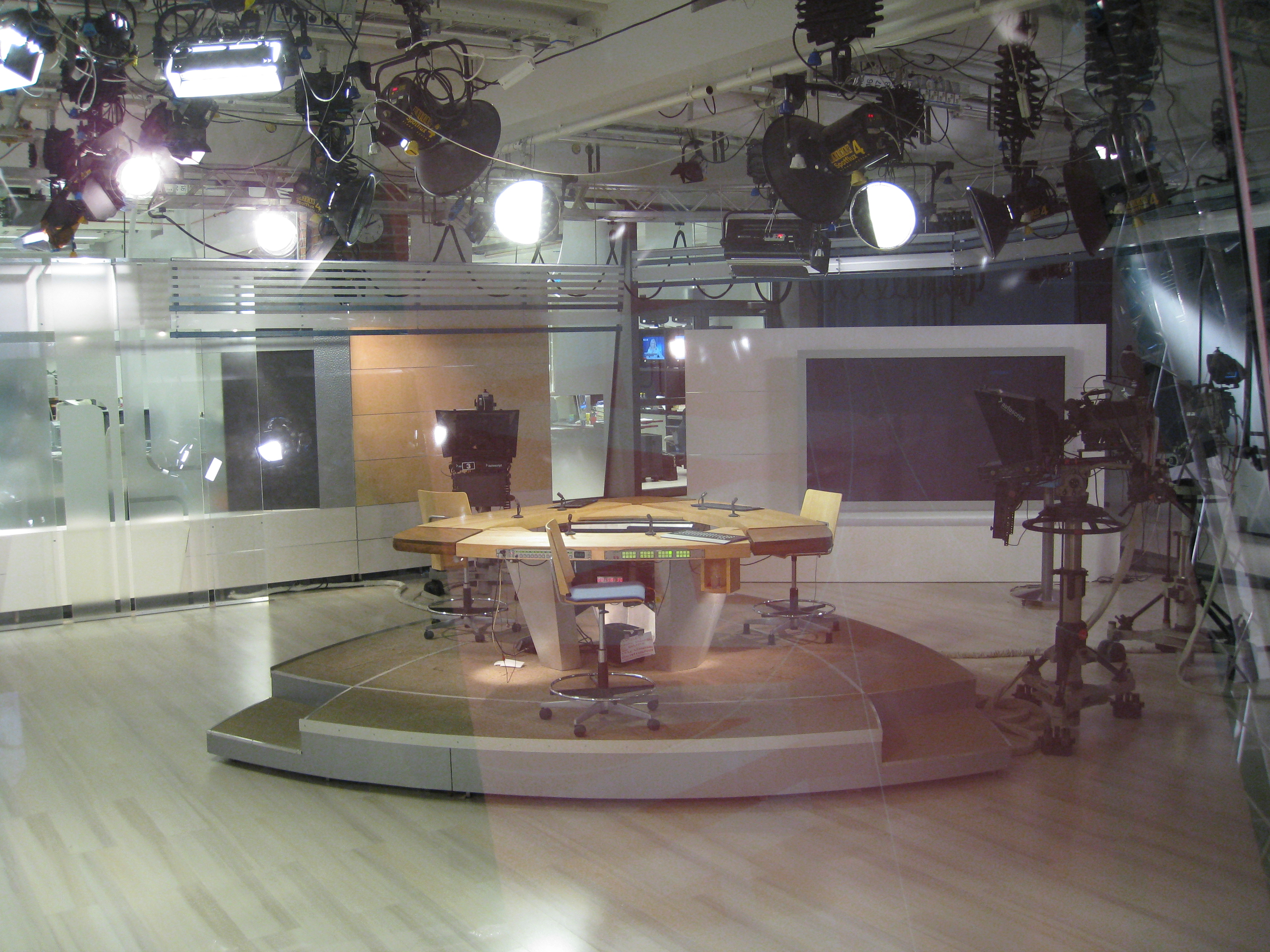
Studio du journal d'Yle (2007-2013)

 (mai 2018).
Si vous disposez d'ouvrages ou d'articles de référence ou si vous connaissez des sites web de qualité traitant du thème abordé ici, merci de compléter l'article en donnant les références utiles à sa vérifiabilité et en les liant à la section « Notes et références ».
L'Yle (abréviation d'Yleisradio Oy, écrit jusqu'en 2012 YLE) est la radio-télévision publique nationale de Finlande. 
Elle émet en finnois mais également en suédois pour la minorité nationale.

## Financement et contrôle
Yle est possédée par l'État à 99,98 %, les autres actionnaires sont des entreprises du secteur des médias.
Depuis 2013, Yle est financé par les revenus de la taxe Yle (fi).
Elle est contrôlée par le parlement.
Membre de l'Union européenne de radio-télévision et membre de Nordvision, elle est actionnaire de la chaîne d'information Euronews.

## Organisation

### Direction
Les directeurs d'Yle sont :
| Directeur             | Début | Fin  | parti |
| --------------------- | ----- | ---- | ----- |
| Jalmar Voldemar Vakio | 1927  | 1935 |       |
| Hella Wuolijoki       | 1945  | 1949 | SKDL  |
| Einar Sundström       | 1950  | 1964 |       |
| Eino Sakari Repo      | 1965  | 1969 | KESK  |
| Erkki Raatikainen     | 1970  | 1979 | SD    |
| Sakari Kiuru          | 1980  | 1989 | SD    |
| Reino Paasilinna      | 1990  | 1994 | SD    |
| Arne Wessberg         | 1994  | 2005 | SD    |
| Mikael Jungner        | 2005  | 2010 | SD    |
| Lauri Kivinen         | 2010  | -    | Kok   |

## Activités

### Télévision
Elle possède quatre chaînes de télévision : 
- Yle TV1 ;
- Yle TV2 ;
- Yle Teema ;
- Yle Fem (en suédois) ;
- TV Finland.

Chaînes de télévision disparues :
- Kolmoskanava (1986-1993) (Coentreprise avec MTV et Nokia) ;
- YLE24 (27/08/2001 - 26/04/2007) ;
- YLE Extra (27/04/2007 - 01/01/2008) ;
- YLE TV1+ (01/01/2008 - 04/08/2008) ;
- Yle HD (02/05/2011 - 28/01/2014).

### Radio
Yle gère également deux chaînes de radio nationales finnoises, Yle Radio 1 et YleX, deux chaînes suédoises Yle Radio Vega et Yle X3M, un réseau national, Yle Radio Suomi, et trois chaînes de radio numérique, Yle Puhe et Yle Klassinen.
Yle, NRK et SR forment une chaîne de radio en langues sames, Radio Sámi. C'est un service de radiodiffusion internationale, Yle Radio Finland (en finnois, suédois et russe). Un service de Radio Finland en langue française existait mais s'est arrêté en 2003.

### Streaming vidéo et audio
- (fi) Yle Areena
- (sv) Yle Arenan
- (fi) Archives
- (sv) Archives

## Identité visuelle

### Logos

Ancien logo de Yleisradio de 1940 à 1965
Ancien logo de Yleisradio de 1965 à 1990
Ancien logo de Yleisradio de 1990 à 1999
Logo de Yleisradio de 1999 à février 2012
Logo de la YLE (Yleisradio) depuis mars 2012